# Романівка (притока Гірського Тікичу)
Романівка — річка в Україні, у Маньківському та Тальнівському районах Черкаської області. Права притока Гірського Тікичу (басейн Південного Бугу).

## Опис
Довжина річки 14 км, похил річки — 4,1 м/км. Формується з декількох безіменних струмків та багатьох водойм. Площа басейну 67,8 км².

## Розташування
Романівка бере початок із водойми у селі Паланочка. Тече на північний схід у межах села Романівки. На околиці села Папужинці впадає у річку Гірський Тікич, ліву притоку Тікичу.